# Съзвучие
Съзвучие се нарича едновременното прозвучаване на от 2 до 7 тона, които са, или могат да бъдат подредени по терци. Практически след седмият тон по принципа на терцовото подреждане се стига отново до началния тон. (пр. До – ми – сол – си – ре – фа – ла)